# Niedrzwica Duża

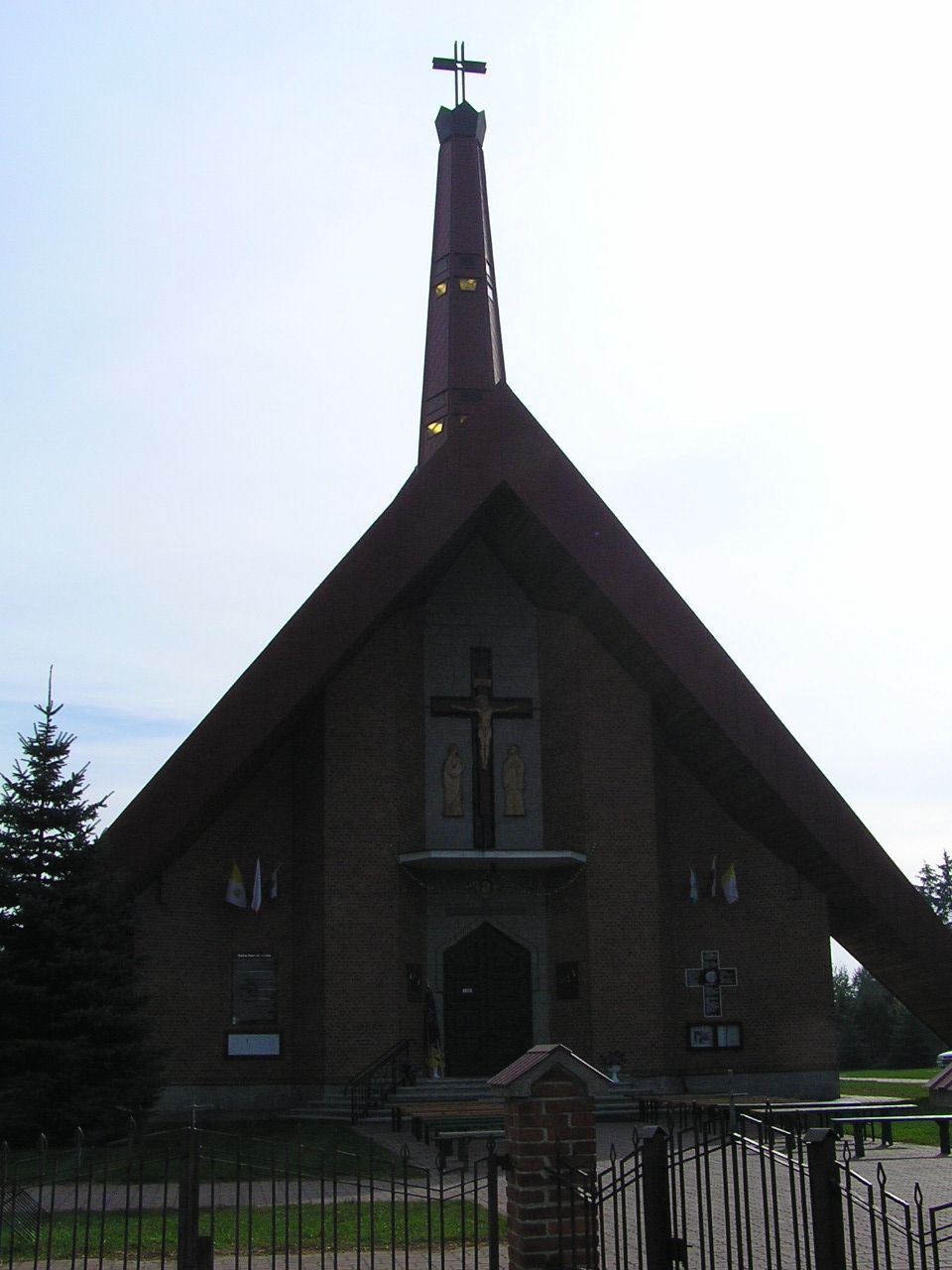
Kościół parafialny

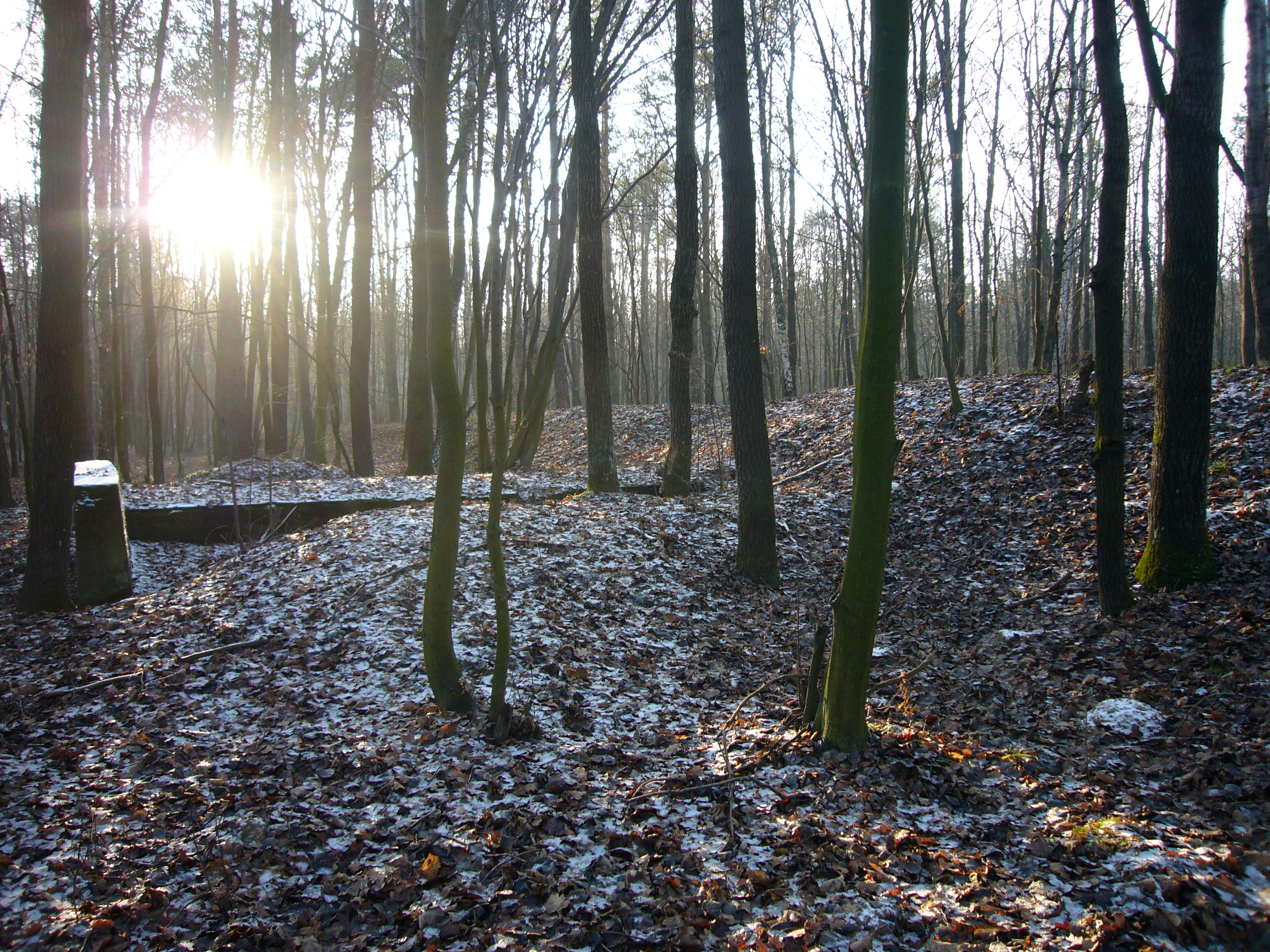
Fragment nasypu w lesie "za torami"

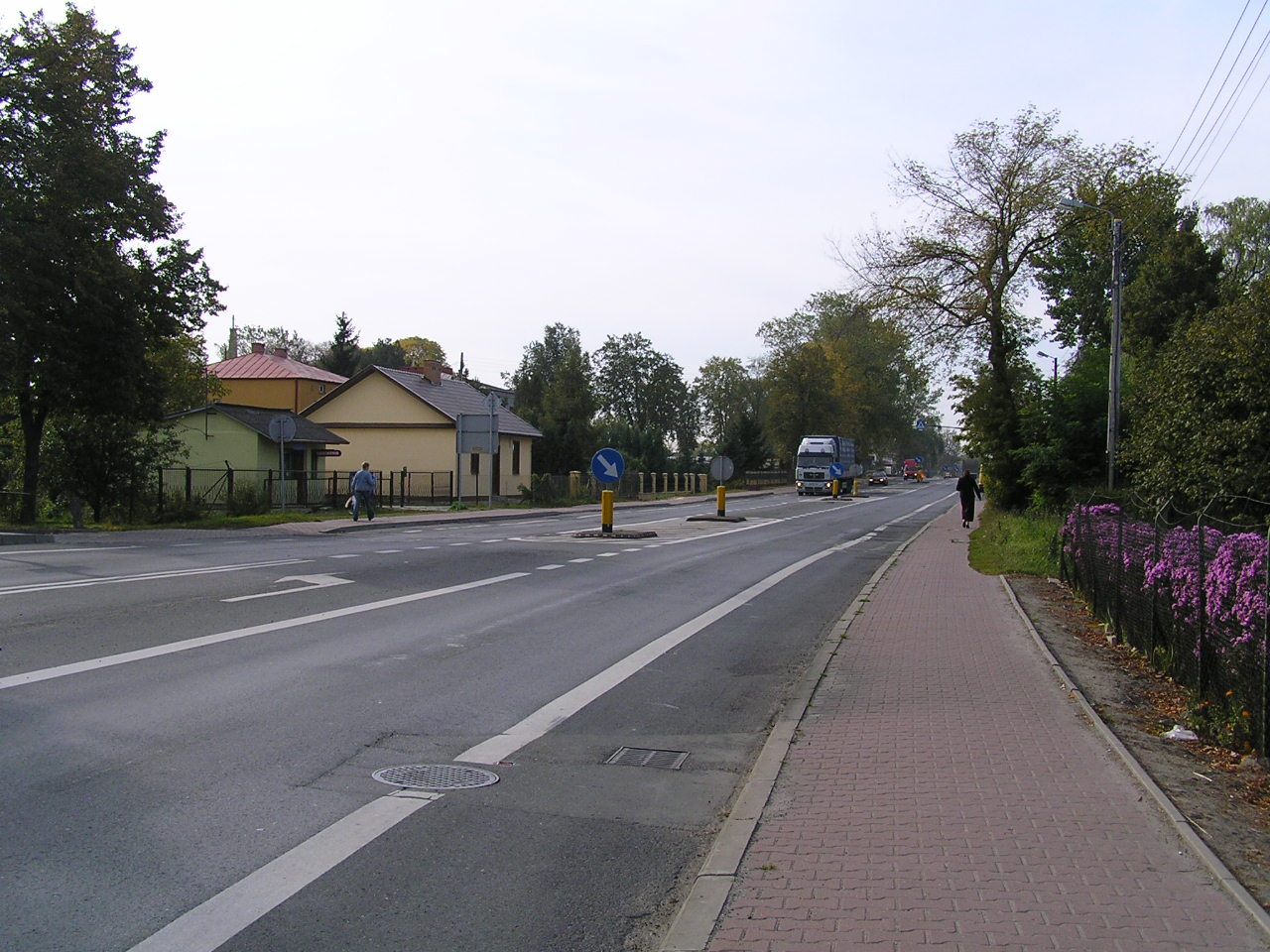
Niedrzwica – główna ulica

Niedrzwica Duża – wieś w Polsce położona w województwie lubelskim, w powiecie lubelskim, w gminie Niedrzwica Duża. 
| SIMC    | Nazwa                    | Rodzaj    |
| ------- | ------------------------ | --------- |
| 0386850 | Niedrzwica Duża Druga    | część wsi |
| 0386867 | Niedrzwica Duża Pierwsza | część wsi |

Jest w 2021 roku największą wsią w województwie pod względem liczby ludności. Według Narodowego Spisu Powszechnego z roku 2011 wieś liczyła 4052 mieszkańców.
W latach 1954–1972 wieś należała i była siedzibą władz gromady Niedrzwica Duża. W latach 1975–1998 miejscowość administracyjnie należała do ówczesnego województwa lubelskiego.
Miejscowość jest siedzibą gminy Niedrzwica Duża. Na terenie wsi ustanowiono dwa sołectwa Niedrzwica Duża I i Niedrzwica Duża II.
Wieś posiada większość mediów (wodociąg, sieć gazową, telekomunikacyjną). W Niedrzwicy Dużej znajduje się oczyszczalnia ścieków.
Mieszkańcy wsi utrzymują się głównie z: rolnictwa, usług, lekkiej produkcji przemysłowej.
Historycznie położona jest w Małopolsce (początkowo w Ziemi Sandomierskiej, a następnie w Ziemi Lubelskiej).

## Komunikacja
Wieś jest dobrze skomunikowana, leży przy drodze ekspresowej S19 Lublin-Rzeszów, drodze wojewódzkiej nr 834 Niedrzwica Duża - Bychawa i na zelektryfikowanej linii kolejowej nr 68 Lublin-Kraśnik jest stacja.

## Rolnictwo
Struktura agrarna wsi jest rozdrobniona, występuje tendencja do zwiększania gospodarstw. Uprawia się głównie pszenicę, buraki cukrowe, jęczmień, ziemniaki.

## Przemysł
W latach 90. została rozbudowana infrastruktura drobnego i średniego przemysłu. Mieszczą się tu między innymi: zakład przetwórstwa stali, producent maszyn rolniczych, tartak oraz wiele innych.

## Parafia
Parafia Niedrzwica Duża powstała 26 stycznia 1984 roku.